# U-League
U League là một giải bóng đá sinh viên của Hàn Quốc. Ra đời năm 2008 đây là giải đấu đầu tiên dành cho các câu lạc bộ bóng đá của các trường đại học và nằm ngoài hệ thống bóng đá Hàn Quốc.

## Lịch sử
Năm 2008, U-League khởi tranh trên cơ sở thực nghiệm với 10 đội đại học của khu vực Seoul tham gia. Sau thành công ban đầu, hệ thống giải đấu đã được lan truyền trên khắp đất nước.

### Số đội
- 2008: 10 đội
- 2009: 22 đội
- 2010: 67 đội
- 2011: 70 đội
- 2012: 72 đội
- 2013: 76 đội
- 2014: 77 đội
- 2015: 78 đội

## Các đội tham dự (2015)
Mùa 2015 có 78 đội tham dự và được chia thành 8 bảng

## Các đội vô địch

### Theo mùa
| Mùa giải | Vô địch           | Á quân               |
| -------- | ----------------- | -------------------- |
| 2008     | Đại học Kyunghee  | Đại học Hanyang      |
| 2009     | Đại học Dankook   | Đại học Jeonju       |
| 2010     | Đại học Yonsei    | Đại học Kyunghee     |
| 2011     | Đại học Hongik    | Đại học Ulsan        |
| 2012     | Đại học Yonsei    | Đại học Konkuk       |
| 2013     | Đại học Yeungnam  | Đại học Hongik       |
| 2014     | Đại học Kwangwoon | Đại học Dankook      |
| 2015     | Đại học Yong In   | Đại học Sungkyunkwan |

### Theo trường
| Trường               | Vô địch        | Á quân   |
| -------------------- | -------------- | -------- |
| Đại học Yonsei       | 2 (2010, 2012) | -        |
| Đại học Kyunghee     | 2 (2008)       | 1 (2010) |
| Đại học Hongik       | 1 (2011)       | 1 (2013) |
| Đại học Dankook      | 1 (2009)       | 1 (2014) |
| Đại học Yeungnam     | 1 (2013)       | -        |
| Đại học Kwangwoon    | 1 (2014)       | -        |
| Đại học Yong In      | 1 (2015)       | -        |
| Đại học Sungkyunkwan | -              | 1 (2015) |
| Đại học Konkuk       | -              | 1 (2012) |
| Đại học Ulsan        | -              | 1 (2011) |
| Đại học Jeonju       | -              | 1 (2009) |
| Đại học Hanyang      | -              | 1 (2008) |